# لنز پنتاکس دی اف‌ای ۵۰میلی‌متر
لنز پنتاکس دی اف‌ای ۵۰میلی‌متر (به انگلیسی: Pentax D FA 50mm lens) نام لنز دوربین عکاسی از نوع ثابت است که توسط شرکت پنتاکس تولید می‌شود. فاصلهٔ کانونی این لنز ۵۰ میلی‌متر، دیافراگم آن دارای ۸ تیغه و ضریب اف آن اف ۲٫۸ / اف ۳۲ است. این لنز در ۲۰۰۹ میلادی تولید و عرضه شده‌است.